# Galianthe verbenoides
Galianthe verbenoides är en måreväxtart som först beskrevs av Adelbert von Chamisso och Diederich Franz Leonhard von Schlechtendal, och fick sitt nu gällande namn av August Heinrich Rudolf Grisebach. Galianthe verbenoides ingår i släktet Galianthe och familjen måreväxter. Inga underarter finns listade i Catalogue of Life.